# Bor (mytologi)
Bor eller Burr (fornnordiska: Borr, Burr) är en urtidsvarelse i nordisk mytologi. Han är son till Bure som kon Audhumbla slickade fram ur isen i Ginnungagap. Han gifte sig med Bestla, som är jätten Böltorns dotter (eller sondotter) och fick med henne sönerna Oden, Vile och Ve. Detta berättas i sjätte kapitlet av Gylfaginning i Snorres Edda – men mer än så får vi inte veta om Bor. Om han har haft en mor, eller om fadern varit tvekönad som Ymer, omtalas inte. Bor tillhör den mytiska urtiden, men är inte en agerande person i mytens "nu". 
I den poetiska Eddan omtalas Bor endast indirekt. I Vǫluspás skapelseskildring är det "Bors söner" (Burs synir), det vill säga Oden, Vile och Ve, som lyfter Midgård ur djupet.
I Hyndluljóð 30 används uttrycket "Bors arvinge" (Burs arfþegi) för att beteckna Oden, och en liknande kenning, "Bors son" (Bors niðr), förekommer i en lausavísa av Egil Skallagrimsson, vilket bekräftar att Bor på skaldens tid (900-talet) var känd som Odens fader. Men om Bor då också har agerat i en mer utförlig skapelsemyt än den som Snorre berättar, kan vi inte veta.
Namnet Bor/Bur stavas med o i alla handskrifter av Snorres Edda, medan den poetiska Eddan har stavning med u. (I Vǫluspá Hauksbókar används dock namnformen Borr.) Namnet anses vara identiskt med substantivet burr (modernt bur) som är ett poetiskt ord för "son". Det kan också ha betydelsen "borr", av fornisländskans borr/burr vilket på nutida isländska blir bor.
En person vid namn Bur (Burr) förekommer också i eddadikten Rígsþula, som handlar om de olika samhällsklassernas uppkomst. Det är ädlingen Jarls förstfödde, som i strof 41 tilldelas det fina, mytologiska namnet Bur (Burr), "son".